# Рассел, Ризли, 3-й герцог Бедфорд
Ризли Рассел (англ. Wriothesley Russell; 25 мая 1708 — 23 октября 1732, Ла-Корунья, Королевство Испания) — британский аристократ, 2-й барон Хоуленд, 7-й граф Бедфорд, 3-й герцог Бедфорд, 3-й маркиз Тависток и 8-й барон Рассел с 1711 года, сын 2-го герцога Бедфорда. Был женат на Анне Эгертон, дочери Скрупа Эгертона, 1-го герцога Бриджуотера. Умер бездетным в возрасте 24 лет, так что семейные титулы перешли к его брату Джону. Тело Ризли похоронили в капелле Бедфордов в церкви святого Михаила в Ченисе (Бакингемшир).